# Fiskumvannet
Fiskumvannet est un petit lac de Norvège avec une superficie de 2,57 km2. Il se situe dans la municipalité de Øvre Eiker (comté de Buskerud). Il se trouve à 19 mètres d'altitude.

## Description
Le lac est juste en aval du grand lac d'Eikeren. L'eau a un débouché dans la rivière Vestfossen et le niveau d'eau est régulé par le barrage de prise d'eau de la centrale électrique de Vestfossen. Fiskumvannet est une eau peu profonde avec une profondeur maximale de 20 mètres, contrairement à Eikeren avec une profondeur maximale de 156 mètres. On y trouve également l'ancienne église médiévale de Fiskum.
A Fiskumvannet il existe de nombreux types de pêche, la plus connue étant la pêche au brochet .

## Aire protégée
Les côtés nord et ouest du lac sont couverts par la réserve naturelle de Fiskumvannet, qui a été créée en 1974.

## Galerie

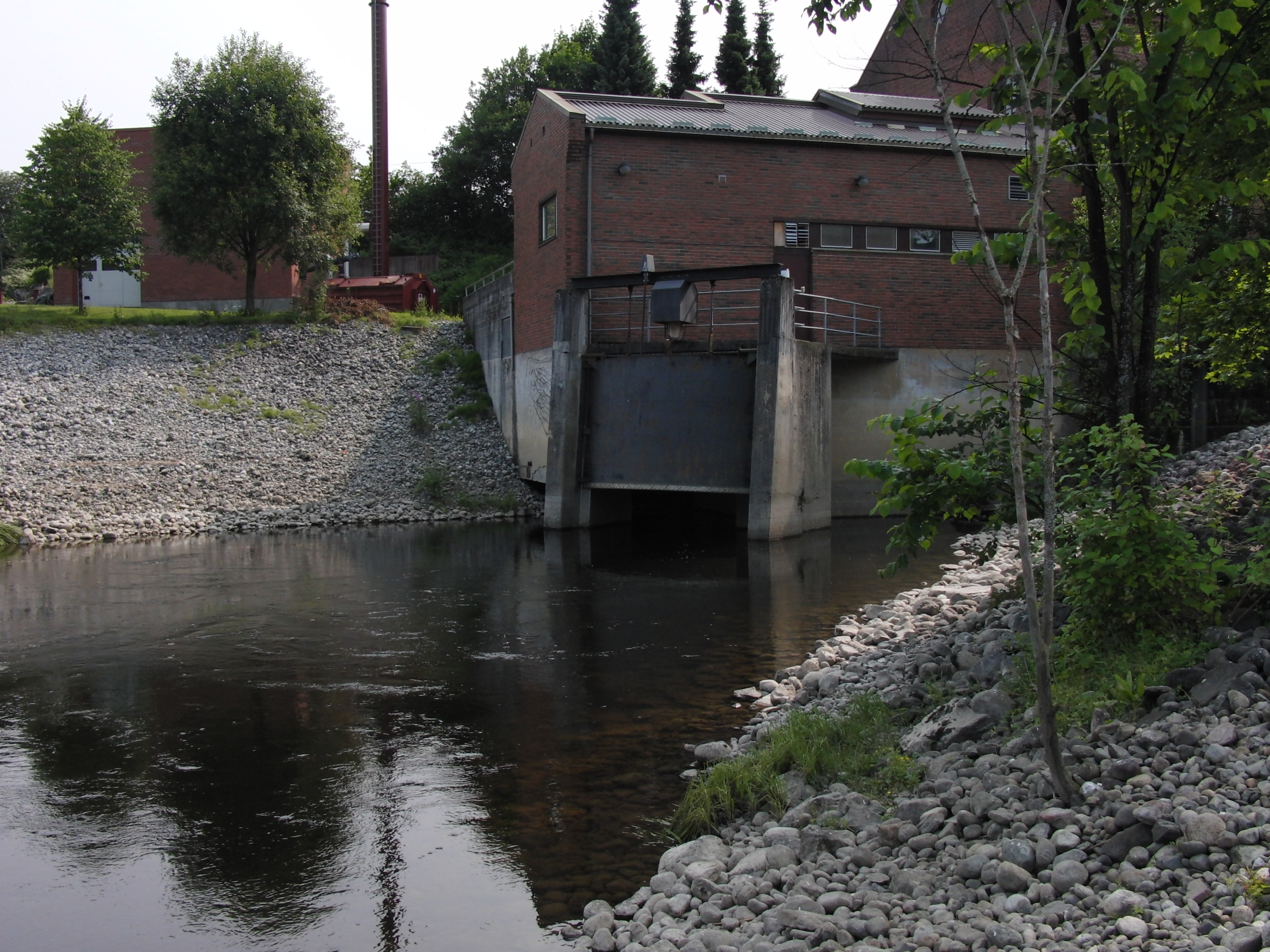
Centrale électrique de Vestfossen
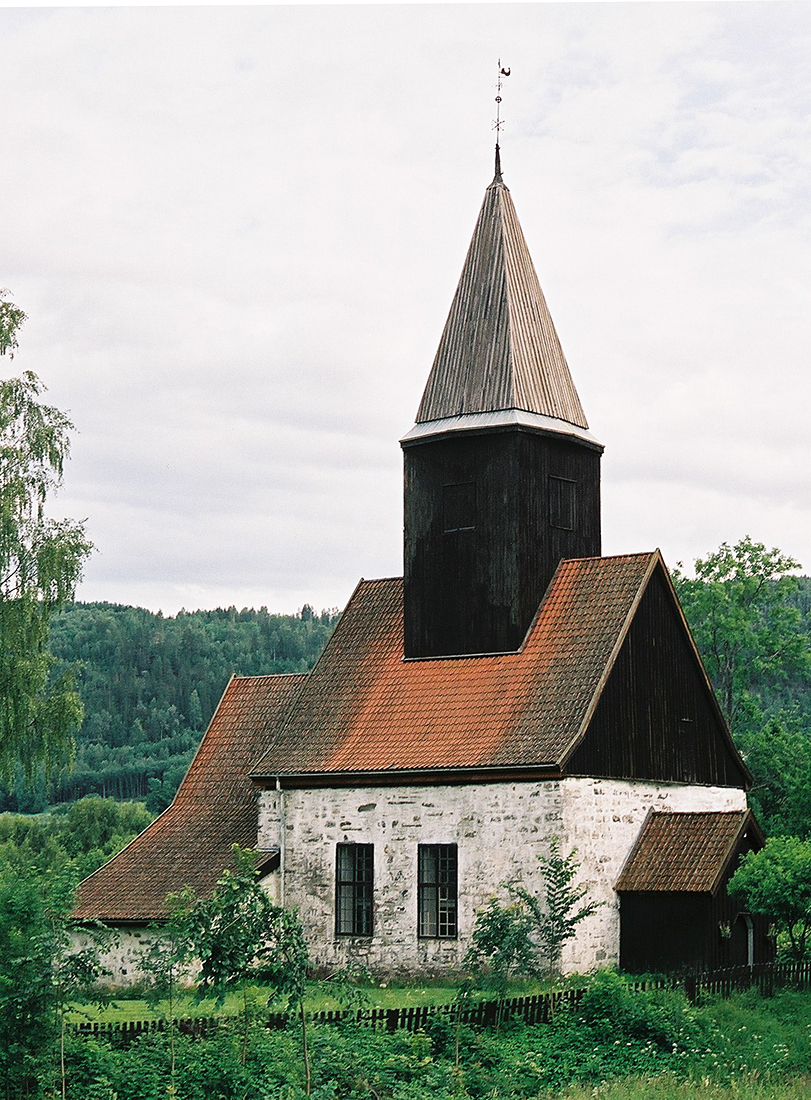
Ancienne église médiévale